# Вестфілд (Нью-Йорк)
Вестфілд (англ. Westfield) — місто (англ. town) в США, в окрузі Чотоква штату Нью-Йорк. Населення — 4553 особи (2020). Веде свою історію з поселень заснованих близько 1802 року.

## Демографія
Згідно з переписом 2010 року, у місті мешкало 4896 осіб у 2030 домогосподарствах у складі 1298 родин. Було 2539 помешкань
Расовий склад населення:
| - 97,1 % — білих - 0,7 % — чорних або афроамериканців - 0,4 % — азіатів - 0,1 % — корінних американців |

До двох чи більше рас належало 1,0 %. Частка іспаномовних становила 3,2 % від усіх жителів.
За віковим діапазоном населення розподілялося таким чином: 20,6 % — особи молодші 18 років, 58,7 % — особи у віці 18—64 років, 20,7 % — особи у віці 65 років та старші. Медіана віку мешканця становила 46,6 року. На 100 осіб жіночої статі у місті припадало 93,8 чоловіків; на 100 жінок у віці від 18 років та старших — 92,0 чоловіків також старших 18 років.
Середній дохід на одне домашнє господарство становив 55 279 доларів США (медіана — 46 125), а середній дохід на одну сім'ю — 68 168 доларів (медіана — 64 617). Медіана доходів становила 41 038 доларів для чоловіків та 31 438 доларів для жінок. За межею бідності перебувало 16,2 % осіб, у тому числі 24,2 % дітей у віці до 18 років та 15,5 % осіб у віці 65 років та старших.
Цивільне працевлаштоване населення становило 2023 особи. Основні галузі зайнятості: освіта, охорона здоров'я та соціальна допомога — 30,9 %, виробництво — 20,3 %, мистецтво, розваги та відпочинок — 10,7 %, будівництво — 7,7 %.